# Joseph Pochon
Pour les articles homonymes, voir Pochon.
Joseph Pochon,  (Joseph-Alexandre Pochon), né le 7 juin 1840 à Marboz, dans l'Ain et mort le 13 septembre 1908, également à Marboz, est un homme politique français.

## Début en politique
Après être entré; en 1865, au conseil municipal de Marboz, il fait partie des huit électeurs de la commune à voter contre au plébiscite du 8 mai 1870. Il devient maire de Marboz en septembre 1870 mais est révoqué en 1873 par « l’ordre moral ». Il est à nouveau élu maire après la crise du 16 mai 1877 et entre également en 1877 au conseil général de l'Ain dont il prendra la présidence en 1892.
En 1883, lors d'une élection partiel!e, il est élu député de la 1' circonscription de Bourg. En 1885, il est réélu au scrutin de liste. Il siège à la gauche radicale.

### Le choix du radicalisme
Il est réélu en 1889, 1893, 1898. Puis, il devient, le 13 janvier 1901, sénateur. Il est réélu le 4 janvier 1903 et meurt avant la fin de son mandat.
L'anticléricalisme de Pochon le fait pencher définitivement vers les radicaux dès 1891.
Il fonde avec Bizot et Philipon, le journal le Républicain de l’Ain en 1891. Ce journal paraît trois fois par semaine sous la direction de Joanny Gelin. Cet organe radical et anticlérical s’en prend violemment au Journal de l’Ain et au Courrier de l’Ain. Alexandre Bérard en rédige parfois l'éditorial et le journal s’efforce autant de célébrer l’œuvre républicaine que de pourfendre le cléricalisme.
Durant toute sa carrière politique, Pochon se réclamera du combisme, ce qui lui vaudra notamment les foudres de Pierre Baudin. Ce dernier écrit dans le Courrier de l'Ain du 10 novembre 1904, ce pamphlet contre Joseph Pochon et Émile Combes, créant au passage le néologisme « pochonisme » : 
« En regardant autour d’eux dans le département de l’Ain, parmi ceux qui alimentent les officines de délation où tous les fonctionnaires et même de simples citoyens ont leurs fiches, nos lecteurs et nos amis peuvent se faire une idée exacte de l’organisation digne de Loyola et rappelant les plus tristes jours de la Terreur blanche qui couvre actuellement la France entière. En un mot, c’est le Pochonisme, le honteux pochonisme installé au gouvernement et exerçant ses ravages dans toutes les œuvres vives de la République. »[réf. souhaitée]

## Le «vœu Pochon»
En avril 1891, Pochon concrétise un « vœu » au conseil général de l'Ain visant à réserver l’accès de la fonction publique aux seuls diplômés des établissements d’enseignement de l’État, excluant ainsi les anciens élèves des écoles confessionnelles.
Le « vœu Pochon » suscitera une vive controverse dans tout le pays. Il sera adopté par six conseils généraux par exemple celui de l'Allier et celui du Puy-de-Dôme. Il donnera également lieu à un éditorial de Jean Jaurès.
Présenté à la Chambre en 1899 sous la forme d'une « proposition de loi sur les sanctions de l'enseignement secondaire » ; cette proposition sera finalement rejetée.

## L'engagement maçonnique

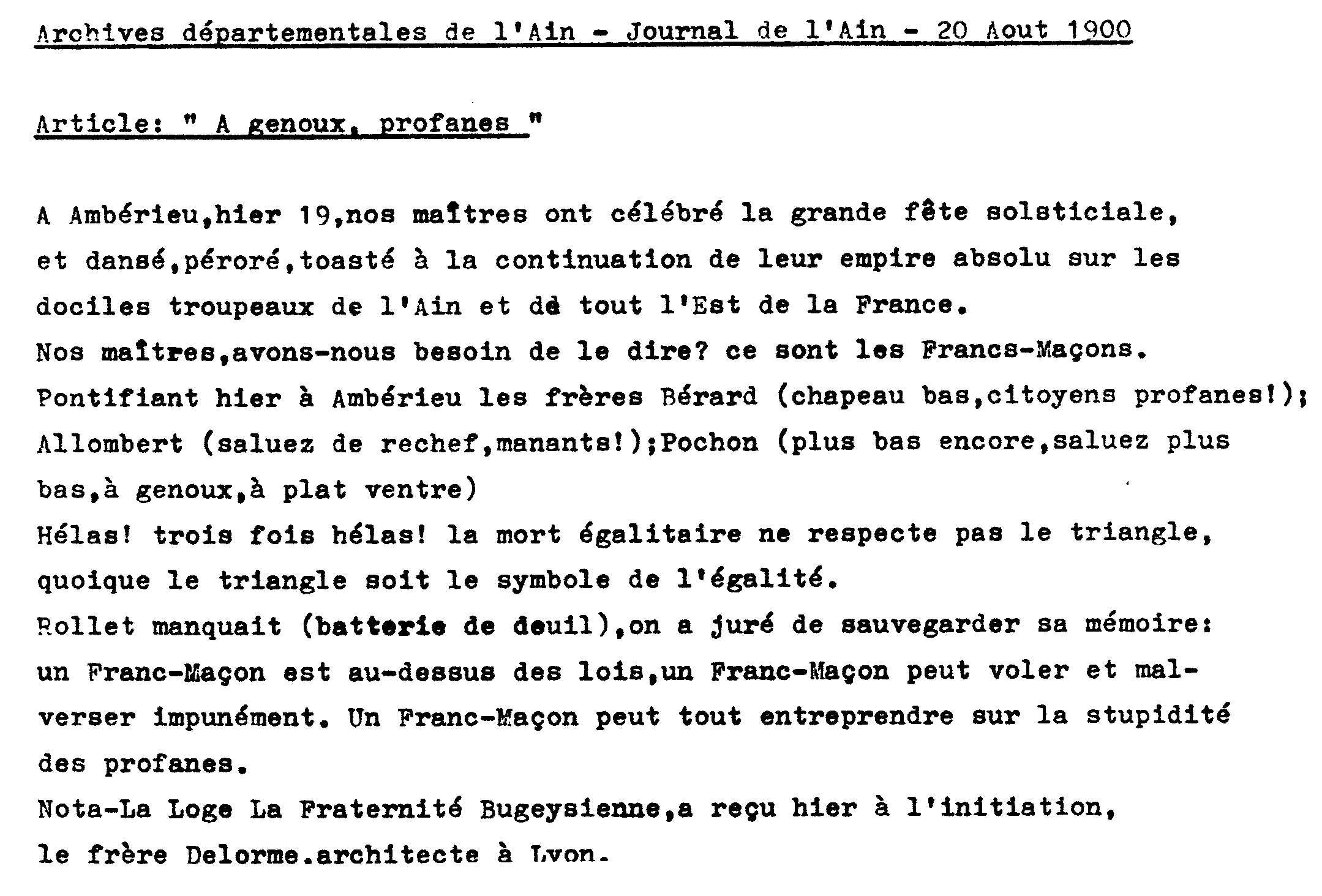
Retranscription d'un article critique du Journal de l'Ain (1900) évoquant le franc-maçon Pochon

Membre de plusieurs loges maçonniques et notamment de la Fraternité bugeysienne à l'Orient d'Ambérieu-en-Bugey qu'il a d'ailleurs présidée, Pochon voit dans la Franc-maçonnerie :
« l'avant-garde de la démocratie, [qui a] toujours servi de guide [aux] législateurs ».
Il présentera d'ailleurs le « vœu Pochon » au convent du Grand Orient de France de 1891 - qui l'adoptera à 290 voix contre 3 - bien avant que ce « vœu » ne soit présenté à la Chambre en 1899.
Par certaines de ses déclarations publiques, il contribue à alimenter les chroniques antimaçonniques et notamment celles du Journal de l'Ain. À titre d'exemple, ses paroles relatées dans le numéro du 16 juillet 1902 de ce journal :
« La Maçonnerie a été l'artisan de la création de la République, et [c'est par elle] que les réformes s'accompliront et que la régénération de la France aura lieu. »

## Sources
- « Joseph Pochon », dans Adolphe Robert et Gaston Cougny, Dictionnaire des parlementaires français, Edgar Bourloton, 1889-1891 [détail de l’édition]